# Istituto meteorologico reale dei Paesi Bassi

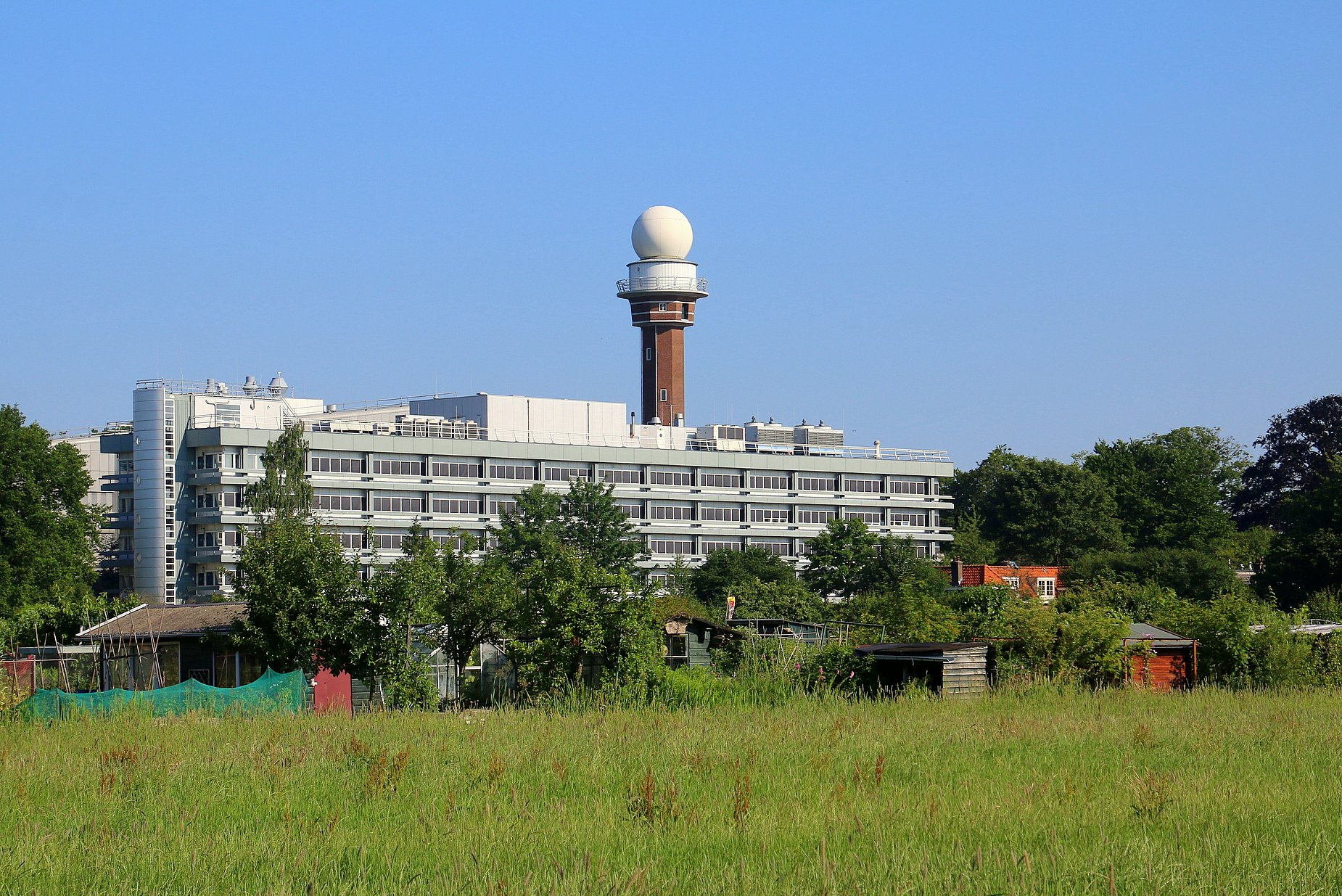
Sede di KNMI a De Bilt

L’Istituto meteorologico reale dei Paesi Bassi (in olandese Koninklijk Nederlands Meteorologisch Instituut, KNMI) è l'istituto nazionale olandese per il servizio di previsione del meteo con sede a De Bilt, nella Provincia di Utrecht